# Hammering (Informationstechnik)
Hammering ist in der Informationstechnik die Bezeichnung für wiederholte Versuche, einen derzeit nicht verfügbaren FTP-Server zu kontaktieren, wobei zwischen den einzelnen Versuchen keine bzw. kaum eine Unterbrechung stattfindet. Hammering kann die Performance eines FTP-Servers stark beeinträchtigen, weshalb die meisten FTP-Sites explizit auf ein entsprechendes Verbot hinweisen.